# Keles (Syrdarja)
Der Keles (kasachisch und russisch Келес; usbekisch Keles) ist ein rechter Nebenfluss des Syrdarja im kasachischen Gebiet Türkistan und in der usbekischen Viloyat Taschkent.
Der Keles entspringt im Qarschantau-Gebirge. Er fließt in südwestlicher Richtung durch Südkasachstan meist parallel zur Grenze zu Usbekistan. Bei Saryaghasch bildet er kurzzeitig die Grenze zu Usbekistan. Die gleichnamige Stadt Keles befindet sich hier auf der usbekischen Flussseite. Der Fluss Keles mündet schließlich nach 241 km oberhalb des Schardara-Stausees in den Syrdarja. Der Keles entwässert ein Areal von 3310 km². An der Mündung beträgt der mittlere Abfluss (MQ) 6,5 m³/s. Im Unterlauf wird Wasser zur Bewässerung abgeleitet.